# Precinct de Pinckneyville No. 3
Le precinct Pinckneyville n° 3 est un precinct électoral du comté de Perry dans l'Illinois, aux États-Unis. En 2010, ce precinct comptait une population de 756 habitants.